# Mali Lovell
Pour les articles homonymes, voir Lovell.
Mali Lovell, née le 3 juin 2004, est une athlète handisport australienne spécialiste du sprint concourant en T36 pour les athlètes pouvant courir sans aide mais avec difficultés.

## Carrière
Mali Lovell est née en 2004 avec une ataxie, une forme rare de paralysie cérébrale qui impacte l'équilibre et la coordination. Elle commence l'athlétisme à l'âge de 12 ans.
Elle fait ses débuts internationaux aux Championnats du monde 2023 où elle termine 7e du 100 m T36 avant de remporter l'argent sur le 200 m T36 en 30 s 19, battant son propre record australien de la distance. L'année suivante, elle monte sur la troisième marche du podium du 200 m T36 en 29 s 81 aux Mondiaux 2024.
Aux Jeux paralympiques d'été de 2024, elle termine 5e du 100 m T36 en battant son record personnel en 14 s 57. Quelques jours plus tôt, elle avait remporté la médaille de bronze du 200 m T36.

## Distinctions
- 2023 : Female Para Athlete of the Year aux Athletics Australia Awards[1]
- 2023 : Female Athlete of the Year aux Cerebral Palsy Sporting and Recreation Association of New South Wales Awards[1]
- 2019 : Athlete with a Disability Award aux UTS Northern Suburbs Athletic Club[1]